# Yuta Inagaki
Yuta Inagaki (稲垣 雄太 Inagaki Yuta?), född 8 januari 1992 i Hyōgo prefektur, är en japansk fotbollsspelare.
Inagaki började sin karriär 2014 i FC Machida Zelvia. Efter FC Machida Zelvia spelade han för MIO Biwako Shiga och Fujieda MYFC.